# Arenshausen
Arenshausen är en kommun och ort i Landkreis Eichsfeld i förbundslandet Thüringen i Tyskland.
Kommunen ingår i förvaltningsområdet Hanstein-Rusteberg tillsammans med kommunerna Bornhagen, Burgwalde, Freienhagen, Fretterode, Gerbershausen, Hohengandern, Kirchgandern, Lindewerra, Marth, Rohrberg, Rustenfelde, Schachtebich och Wahlhausen.